# Séries télévisées diffusées sur Radio-Canada
Voici une liste non exhaustive des séries diffusées à la Télévision de Radio-Canada.

## Séries diffusées actuellement par Radio-Canada

### Séries originales et téléromans
- Les Pays d'en haut[1] (téléroman, 2016–2021)
- District 31 (quotidienne, 2016-2022)[2]
- Lâcher prise[3] (comédie dramatique, 2017-2020)
- Trop. (2017-2019)
- Faits divers (depuis le 11 septembre 2017)
- Discussions avec mes parents[4] (comédie, depuis le 10 septembre 2018)
- Une autre histoire[4] (dramatique, 2019-2022)
- 5e rang[4] (dramatique, depuis le 8 janvier 2019)
- Toute la vie (dramatique, 2019-2022)
- Cerebrum (dramatique, depuis le 8 janvier 2020)
- Doute raisonnable (2021-en cours)

## Anciens téléromans, mini-séries, comédies et séries originales
- 4 et demi… (1994–2001)
- Le 7e Round (2006)
- 14, rue de Galais (1954–1957)
- 19-2 (drame policier, 2011–2015)
- 30 vies (feuilleton quotidien, 2011–2016)
- Le 101, ouest, avenue des Pins (1984–1985)
- Absolvo te (1962)
- À cause de mon oncle (1977–1979)
- Adam et Ève (2012)
- L'agent fait le bonheur (1985–1987)
- À la branche d'Olivier (1970)
- À moitié sages (1957)
- Anne-Marie (1954–1955)
- À nous deux! (1994–1995)
- Apparences (2012)
- L'Arche de Zoé (1994–1995)
- Arsène Lupin (1960)
- Les As (1977–1978)
- Asbestos (2002)
- L'Auberge du chien noir (2003–2017)
- Au chenal du moine (1957–1958)
- Au nom de la loi (2005)
- Avec le temps (1975–1977)
- Les Aventures tumultueuses de Jack Carter (2003)
- Aveux (2009)
- La Balsamine (1962–1963)
- Les Bâtisseurs d'eau (1997)
- Beau temps, mauvais temps (1955–1958)
- Belle-Baie (2008–2012)
- Les Belles Histoires des pays d'en haut (1956–1970)
- Blanche (1993)
- Le Bleu du ciel (2004–2005)
- Le Bonheur des autres (1965–1967)
- Bonjour docteur (1987–1989)
- La Bonne Aventure (1982–1986)
- Boogie-woogie 47 (1980–1982)
- Les Bougon, c'est aussi ça la vie! (2004–2006)
- Bouscotte (1997–2001)
- Les Boys (2007–2012)
- Bunker, le cirque (2002)
- C.A. (2006–2010)
- Cap-aux-sorciers (1955–1958)
- Caroline (1979–1980)
- Caserne 24 (1998–2001)
- Casino (2006–2008)
- Catherine (1999–2003)
- La Chambre no 13 (2006)
- Chartrand et Simonne (2000)
- Cheval-Serpent (2018–2019)
- Chez Denise (1979–1982)
- Ciao Bella (2004)
- Le Clan[5] (2015)
- La Clé des champs (1986–1987)
- Le Cœur découvert (2003)
- Le Colombier (1957)
- Cormoran (1990–1993)
- La Côte de sable (1960–1962)
- Coup de vent (1960)
- Cover Girl (2005)
- CTYVON (1989–1990)
- De 9 à 5 (1963–1966)
- Demain des hommes (2018)[4]
- Demain dimanche (1958–1959)
- Le Dernier Chapitre (2002–2003)
- Des dames de cœur (1986–1989)
- Des fleurs sur la neige (1991)
- Détect.inc. (2005)
- D'Iberville (1967–1968)
- Du Tac au Tac (1976–1982)
- Duplessis (1978)
- Empire Inc. (1983)
- En haut de la pente douce (1959–1961)
- Les Enquêtes Jobidon (1962–1964)
- Les Étoiles filantes (2007–2008)
- La Famille Plouffe (1953–1959)
- Félix Leclerc (2005)
- Le Feu sacré (1963)
- La Feuille au vent (1953–1954)
- La Feuille d'érable (1971–1972)
- Feux (2016)[6]
- Les Filles de Caleb (1990–1991)
- Filles d'Ève (1960–1964)
- La Force de l'âge (1960–1961)
- Les Forges de Saint-Maurice (1972–1975)
- FranCœur (2004–2007)
- Fred-dy (2001–2002)
- Frédéric (1979–1980)
- La Galère (2007–2013)
- Les Girouettes (1981–1983)
- Grand-Papa (1976–1979)
- Le Grand Remous (1989–1991)
- Grande Ourse et L'Héritière de Grande Ourse (2004–2006)
- Grosse vie (2008–2009)
- Gypsies (2000)
- Haute Surveillance (2000)
- Les Hauts et les Bas de Sophie Paquin (2006–2009)
- L'Héritage (1987–1990)
- Hubert et Fanny[7] (2018)
- Il Duce canadese (2004)
- Les Héritiers Duval (1995–1996)
- Les Invincibles (2005–2009)
- Jalna (1995)
- Jamais deux sans toi (1977–1980) et (1990–1992)
- Jamais sans amour (1997–1998)
- Je me souviens (1955–1956)
- Je vous ai tant aimé (1958–1959)
- Jeunes visages (1959–1961)
- Jeux de société (1989–1990)
- La Job (2007)
- Joie de vivre (1959–1963)
- Les Jumelles Dionne (en) (1995)
- Kanawio (1961–1962)
- Lance et compte (1986–1989)
- Laurier (1987)
- Les Lavigueur, la vraie histoire (2008)
- Legendre idéal (2007)
- Majeurs et vaccinés (1995–1996)
- Maman chérie (1997–1998)
- Manon (1985–1986)
- Marguerite Volant (1996)
- Marie-Didace (1958–1959)
- Marilyn (1991–1993)
- Les Martin (1968–1969)
- Ma tante Alice (1988)
- Mauvais Karma (2010–2012)
- Mémoires vives (téléroman, 2013–2017)
- Mes petits malheurs (comédie, 2016)[8]
- Métro-boulot-dodo (1982–1983)
- Minuit, le soir (2005–2007)
- Minute, papillon! (1966–1967)
- Mirador (2010–2011)
- Moi et l'Autre (1966–1971) et (1995–1997)
- Le Monde de Charlotte (2000–2004)
- Mon meilleur ennemi (2001–2003)
- Monsieur Lecoq (1964–1965)
- Monsieur le ministre (1982–1986)
- Mont-Joye (1970–1975)
- Mont-Royal (1990)
- Montréal P.Q. (1991–1994)
- Le Mors aux dents (1961–1962)
- Musée Éden (2010)
- Music Hall (2002–2003)
- Nérée Tousignant (1956)
- Nouvelle Adresse (téléroman, 2014–2015)
- Oka, un été indien (2008)
- Olivier (2017)
- L'Ombre de l'épervier (1998–2000)
- Omertà (1996–1999)
- Opération Ypsilon (1987)
- L'Or (2001)
- L'Or et le Papier (1989–1992)
- Les Orphelins de Duplessis (1997)
- Le Pain du jour (1962–1965)
- Le Paradis terrestre (1968–1972)
- Le Parc des braves (1984–1988)
- Les Parent (sitcom, 2008–2016)
- La Part des anges (1998–1999)
- Paul, Marie et les Enfants (1985–1987)
- Les Pêcheurs (sitcom, 2013–2017)
- Pendant ce temps, devant la télé (2007–2008)
- La Pension Velder (1957–1961)
- Penthouse 5-0 (2011)
- La Pépinière (1984)
- Pérusse Cité (animation, 2012–2013)
- Le Petit Monde du Père Gédéon (1962–1963)
- La Petite Patrie (1974–1976)
- La P'tite semaine (1973–1976)
- La Petite Vie (1993–1998)
- Le Plateau (2002–2003)
- Poivre et Sel (1983–1987)
- Le Polock (1999)
- Le Pont (1977–1978)
- Le Procès d'Andersonville (1978)
- Providence (2005–2011)
- Quadra (2000)
- Les Quat' fers en l'air (1954–1955)
- Quelle famille! (1969–1974)
- Quinze ans plus tard (1976–1977)
- Race de monde (1978–1981)
- Rachel et Réjean Inc. (1987–1988)
- Radio (1999)
- Radisson (1957–1959)
- René Lévesque (2006–2008)
- Les Rescapés (2010–2012)
- Réseaux (1998–1999)
- Rivière-des-Jérémie (2001–2002)
- Robert et compagnie (1987–1989)
- Rock (1988)
- Rosa (1975)
- Roxy (2008–2009, puis à V)
- Rue de l'anse (1963–1965)
- Rue des Pignons (1966–1977)
- Rumeurs (2002–2008)
- Ruptures[9] (2016–2019)
- Samuel et la Mer (2003)
- Santa Maria (1994–1995)
- Scoop (1992–1995)
- Septième nord (1963–1967)
- Série noire (2014–2016)
- Shehaweh (1993)
- Le Siège[10] (2017)
- Les Simone (comédie, 2016–2018)[11]
- Smash (2004–2005)
- Sous le signe du lion (1961) et (1997–2001)
- Sous un ciel variable (1993–1997)
- Les Super Mamies (2002–2003)
- Super sans plomb (1989–1991)
- Le Survenant (1954–1960)
- Tag (2000–2002)
- Le Temps d'une paix (1980–1986)
- Temps dur (2004)
- Terre humaine (1978–1984)
- La Théorie du K.O. (2014–2015)
- Toi et moi (1954–1960)
- Toi & moi (sitcom, 2014)
- Tout sur moi (2006–2011)
- Les Transistors (1982)
- Trauma (2010–2014)
- Le Trèfle à 4 feuilles (1957–1958)
- Trudeau (en) (2002)
- Trudeau, Pierre Elliot (2009)
- Tu m'aimes-tu ? (2012)
- Un amour de quartier (1985)
- Une voix en or (1998)
- Un gars, une fille (1997–2003), (2023), (2024- )
- Unité 9 (2012–2019)
- Un monde à part (2004–2006)
- Un signe de feu (1989–1991)
- Urgence (1996–1997)
- Vaut mieux en rire (1982–1985)
- Vie de Quartier (animation, 2011–2012)
- La Vie, la vie (2001–2002)
- La Vie parfaite (2013)
- La Vie promise (1983–1985)
- La Vie rêvée de Mario Jean (2004)
- Virginie (1996–2010)
- Le Volcan tranquille (1997–1998)
- Y'a pas de problème (1975–1977)

### Séries jeunesse
- Alexandre et le Roi (1976–1978)
- À plein temps (1984–1988)
- Ayoye! (2001–2003)
- Babar (1989–2001)
- Bidule de Tarmacadam (1966–1970)
- Bobino (1957–1985)
- CF-RCK (1958–1962)
- Chat piano (1954)
- Le Club des Doigts Croisés (2009–2010)
- Le Courrier du roy (1958–1961)
- Les Croquignoles (1963–1967)
- Fafouin (1954–1955)
- Fanfreluche (1968–1971)
- Félix et Ciboulette (1983–1990)
- Flip et compagnie (1971)
- Le Grenier (1976–1979)
- Le Grenier aux images (1952–1957)
- Grujot et Délicat (1968–1975)
- Le Gutenberg (1976–1979)
- L'Île aux trésors (1954–1957)
- Iniminimagimo (1987–1990)
- Kif-Kif (2006–2007)
- Le Major Plum-Pouding (1969–1973)
- Mona le vampire (1999)
- Le Moulin aux images (1960–1962)
- Opération-mystère (1957–1959)
- Ouragan (1959–1962)
- Pépinot (1954–1957)
- Pépinot et Capucine (1952–1954)
- Princesse Sissi (1997–1998)
- Le Professeur Calculus (1960–1961)
- La Ribouldingue (1967–1971)
- La Souris verte (1964–1971)
- Tohu-Bohu (1997–2000)
- Watatatow (1991–2005)